# Брэдфорд, Огастус
Огастус Уильямсон Брэдфорд (англ. Augustus Williamson Bradford; 9 января 1806 — 1 марта 1881) — американский юрист и политик, губернатор Мэриленда (32-й) в период американской Гражданской войны.

## Ранние годы
Брэдфорд родился в местечке Бел-Эйр в 1806 году, в семье Самуэля Брэдфорда и Джейн Бонд. В 1824 году он окончил Колледж Святой Марии (католическую семинарию в Балтиморе). Впоследствии изучал право и в 1826 году был допущен до юридической практики. Затем переехал в Балтимор, где прожил всю последующую жизнь. 10 ноября 1835 года он женился на Элизабет Келл. В их семье было 12 детей, из которых семеро пережили отца.
В 1845 году губернатор Томас Пратт назначил его клерком в балтиморский окружной суд, где он прослужил до 1851 года. В феврале 1861 года губернатор Томас Хикс назначил его делегатом от Мэриленда на Вашингтонскую Мирную Конференцию, где Брэдфорд прочитал речь в поддержку Союза. После конференции он был номинирован кандидатом в губернаторы от Юнионистской партии, против кандидата от демократов, Бенжамина Ховарда. Брэдфорд победил и стал губернатором 8 января 1862 года.